# 埃尔祖鲁姆省
埃尔祖鲁姆省（土耳其語：Erzurum ili）是土耳其东部的一个省，面積24,741平方公里，2009年人口約77萬人，首府埃尔祖鲁姆。